# Ford Maya
 (décembre 2021).
La mise en forme du texte ne suit pas les recommandations de Wikipédia : il faut le « wikifier ».
Les points d'amélioration suivants sont les cas les plus fréquents :
- Les titres sont pré-formatés par le logiciel. Ils ne sont ni en capitales, ni en gras.
- Le texte ne doit pas être écrit en capitales (les noms de famille non plus), ni en gras, ni en italique, ni en « petit »…
- Le gras n'est utilisé que pour surligner le titre de l'article dans l'introduction, une seule fois.
- L'italique est rarement utilisé : mots en langue étrangère, titres d'œuvres, noms de bateaux, etc.
- Les citations ne sont pas en italique mais en corps de texte normal. Elles sont entourées par des guillemets français : « et ».
- Les listes à puces sont à éviter, des paragraphes rédigés étant largement préférés. Les tableaux sont à réserver à la présentation de données structurées (résultats, etc.).
- Les appels de note de bas de page (petits chiffres en exposant, introduits par l'outil «  Source ») sont à placer entre la fin de phrase et le point final[comme ça].
- Les liens internes (vers d'autres articles de Wikipédia) sont à choisir avec parcimonie. Créez des liens vers des articles approfondissant le sujet. Les termes génériques sans rapport avec le sujet sont à éviter, ainsi que les répétitions de liens vers un même terme.
- Les liens externes sont à placer uniquement dans une section « Liens externes », à la fin de l'article. Ces liens sont à choisir avec parcimonie suivant les règles définies. Si un lien sert de source à l'article, son insertion dans le texte est à faire par les notes de bas de page.
- La présentation des références doit suivre les conventions bibliographiques. Il est recommandé d'utiliser les modèles {{Ouvrage}}, {{Chapitre}}, {{Article}}, {{Lien web}} et/ou {{Bibliographie}}. Le mode d'édition visuel peut mettre en forme automatiquement les références.
- Insérer une infobox (cadre d'informations à droite) n'est pas obligatoire pour parachever la mise en page.

Pour une aide détaillée, merci de consulter Aide:Wikification.
Si vous pensez que ces points ont été résolus, vous pouvez retirer ce bandeau et améliorer la mise en forme d'un autre article.
La Ford Maya est un concept car conçu et construit par Italdesign pour Ford. Elle a fait ses débuts en 1984 au salon de l'automobile de Turin.

## Histoire
La Maya fut conçue pour tâter le terrain sur le marché américain pour une voiture de sport à moteur central arriere, targa 2 places, haut de gamme. Giorgetto Giugiaro baptisa donc ce projet MAYA pour Most Advanced Yet Acceptable. Ford avait prévu de mettre la Maya en production, en construisant 50 unités par jour (environ 12 000 par an), et en tant que tel, le concept a été conçu pour être entièrement fonctionnel.Le design fut critiqué car il était trop similaire au concept Lotus Etna, conçu par ce même Giugiaro, et dévoilé la même année.

## Caractéristiques
La Maya est propulsée par un moteur central V6 de Ford produisant 140 ch (104 kW; 142 PS), bien qu'il s'agisse d'un espace réservé pour un moteur V6 de 3,0 L et produisant 250 ch (186 kW; 253 PS) co-développé par Yamaha dont Ford avait l'intention de mettre dans le modèle de production. Cette puissance est transmise aux roues arrière via une transmission manuelle à 5 vitesses. La conception de Giugiaro lui confère un coefficient de traînée de 0,28 cx. L'intérieur comprend deux sièges baquets en cuir, un espace pour les bagages derrière les sièges et la plupart des boutons de commandes de la voiture sont montés sur le volant. Comme elle a été construite pour le marché américain, elle est dotée d'un pare-chocs avant en plastique souple et déformable.

## Maya II ES
En 1985, après le dévoilement du premier concept Maya, Ford a demandé la construction d'une deuxième voiture, appelée Maya II ES. À la demande de Ford, l'ES présente un design modifié avec des lignes plus douces et une prise d'air centrale inspirée des modèles Ferrari de l'époque. Ford a demandé a ce que le concept soit peint en rouge flamboyant, mais dès que la voiture est revenue à Italdesign, elle a été repeinte en deux nuances différentes de gris métal.

## Maya II EM
La même année que la construction de la Maya II ES, Ford a demandé à Italdesign de construire un troisième prototype, appelé Maya II EM. L'EM a été terminée en juillet 1985, elle a été construite pour tester le concept dans des conditions routières normales. Elle présente une conception modifiée avec une extrémité arrière avec un coffre à malle et un nouveau moteur V6 biturbo de 3,0 L monté longitudinalement et produisant 300 ch (224 kW; 304 PS).